# MIAT 몽골 항공의 운항 노선
MIAT 몽골 항공은 다음과 같은 노선들을 운항하고 있다.

## 운항 노선

### 아시아

#### 동아시아
- 대한민국
  - 서울 - 인천국제공항
  - 부산 - 김해국제공항
- 중화인민공화국
  - 베이징 - 베이징 서우두 국제공항
- 일본
  - 도쿄 - 나리타 국제공항
  - 오사카 - 간사이 국제공항 계절편
- 몽골
  - 울란바타르 - 신 울란바토르 국제공항 허브
- 홍콩
  - 홍콩 - 홍콩 국제공항

#### 동남아시아
- 태국
  - 방콕 - 수완나품 국제공항
  - 푸켓 - 푸켓 국제공항

### 유럽

#### 서유럽
- 독일
  - 프랑크푸르트 - 프랑크푸르트 국제공항 계절편

#### 동유럽
- 러시아
  - 모스크바 - 셰레메티예보 국제공항
- 튀르키예
  - 이스탄불 - 이스탄불 공항

## 과거 취항지

### 아시아

#### 동아시아
- 대한민국
  - 서울 - 김포국제공항
- 중화인민공화국
  - 얼롄하오터 - 얼롄하오터 사이우수 국제공항
  - 후허하오터 - 후허하오터 바이타 국제공항
- 몽골
  - 울란바토르 - 칭기즈 칸 국제공항 - 허브 이전
  - 므릉 - 므릉 공항
  - 불간 - 불간 공항
  - 아르바이키르 - 아르바이키르 공항
  - 알타이 - 알타이 공항
  - 호브드 - 호브드 공항
- 조선민주주의인민공화국
  - 평양 - 평양 순안 국제공항

#### 동남아시아
- 싱가포르
  - 싱가포르 - 싱가포르 창이 국제공항
- 필리핀
  - 세부 - 막탄 세부 국제공항

#### 서남아시아
- 아랍에미리트
  - 두바이 - 두바이 국제공항 계절편

#### 중앙아시아
- 우즈베키스탄
  - 타슈켄트 - 타슈켄트 국제공항
- 카자흐스탄
  - 아스타나 - 아스타나 국제공항
  - 알마티 - 알마티 국제공항
- 키르기스스탄
  - 비슈케크 - 마나스 국제공항

### 유럽

#### 남유럽
- 이탈리아
  - 밀라노 - 밀라노 말펜사 국제공항
- 튀르키예
  - 앙카라 - 에센보아 국제공항
  - 이스탄불 - 아타튀르크 국제공항

#### 동유럽
- 러시아
  - 예카테린부르크 - 콜초보 국제공항
  - 이르쿠츠크 - 이르쿠츠크 국제공항
- 체코
  - 프라하 - 프라하 바츨라프 하벨 국제공항